# کلیسای مریم مقدس (لوسادزور)
کلیسای مریم مقدس (ارمنی: Սուրբ Աստվածածին եկեղեցի) یک کلیسا متعلق به کلیسای حواری ارمنی واقع در شهر لوسادزور، استان تاووش ارمنستان می‌باشد. ساخت و ساز این ساختمان در سده‌های قرون وسطی آغازین میلادی؛ به پایان رسید. این بنا به سبک معماری ارمنی طراحی شده است.